# Великоголовник сафлороподібний
Великоголовник сафлороподібний, рапонтикум сафлоровидний, левзея сафлоровидна, рапонтик сафлоровидний (Leuzea carthamoides (Willd.) DC. або Rhaponticum carthamoides (Willd.) Iljin) — багаторічна трав'яниста рослина родини айстрових або складноцвітих. Місцеві назви: левзея, мараловий корінь, маралова трава, оленяча трава, рапонтикум.

## Морфологічний опис
Рослина висотою 50—120 см. Стебло прямостояче, тонкоребристе з опушенням. Кореневища товсті, горизонтальні з численними додатковими коренями. Листки чергові, глибокоперисторозсічені, на кінцях загострені. Серединні та верхівкові — сидячі, дрібнозубчасті або цілокраї. Квітки зібрані у суцвіття — кошик, пурпурно-фіолетового або пурпурно-рожевого кольору. Цвіте у червні — серпні. Плід — сім'янка.

## Поширення
У природних умовах поширений в Росії — у гірських районах Південного Сибіру (Алтай, Кузнецький Алатау, Саяни, Хамар-Дабан); частково прилеглих до Алтаю гірських систем Східного Казахстану (Тарбагатай, Саур і Джунгарський Алатау) та в Північній Монголії (Монгольський Алтай).
Зростає на субальпійських, рідше альпійських луках (на висоті 1400—2300 м над рівнем моря). У багатьох районах України великоголовник вирощують на плантаціях як цінну лікарську рослину.

## Заготівля
Для приготування ліків заготовляють кореневища з коренями. Їх викопують восени або навесні, промивають і висушують на сонці або в теплих провітрюваних місцях. Готову сировину зберігають у паперових мішках.

## Практичне використання
Препарати великоголовника мають стимулюючу та тонізуючу дію на нервову систему, особливо при фізичній перевтомі, загальній слабкості, поганому апетиті та зниженій працездатності. Також вони поліпшують роботу серця та регулюють артеріальний тиск. Використовують препарати рослини і при вегето-судинній дистонії.
Кореневища містять дубильні речовини (близько 5 %), інсулін, алкалоїди, смоли, ефірні олії, аскорбінову кислоту (вітамін C).
Медова продуктивність рослини — 100—120 кг з 1 га; мед зеленуватий.